# Estádio Municipal Edison Monteiro de Godoy
Estádio Municipal Edison Monteiro de Godoy – stadion piłkarski, w Pires do Rio, Goiás, Brazylia, na którym swoje mecze rozgrywa klub Pires do Rio Futebol Clube.